# Сарайсинский сельсовет
Сарайсинский сельсовет — муниципальное образование в Стерлибашевском районе Башкортостана.
Административный центр — село Елимбетово.

## История
Согласно Закону о границах, статусе и административных центрах муниципальных образований в Республике Башкортостан имеет статус сельского поселения.

## Население
| 2002 | 2009  | 2010  | 2012  | 2013 | 2014 | 2015 |
| ---- | ----- | ----- | ----- | ---- | ---- | ---- |
| 1153 | ↗1201 | ↘1044 | ↘1017 | ↘987 | ↘951 | ↘908 |
| 2016 | 2017  | 2018  |       |      |      |      |
| ↘899 | ↘864  | ↘840  |       |      |      |      |

## Состав сельского поселения
| № | Населённый пункт | Тип населённого пункта       | Население |
| - | ---------------- | ---------------------------- | --------- |
| 1 | Елимбетово       | село, административный центр | ↘373      |
| 2 | Сарайсино        | деревня                      | ↘283      |
| 3 | Верхнешакарово   | деревня                      | ↘168      |
| 4 | Уметбаево        | деревня                      | ↘113      |
| 5 | Нижнешакарово    | деревня                      | ↘74       |
| 6 | Буляк            | деревня                      | ↘33       |

## Известные уроженцы
- Хасанов, Сафа Хузянович (16 июня 1916 — 26 сентября 1973) — командир минометного взвода, гвардии младший лейтенант, Герой Советского Союза (1944)[15][16].